# Sergej Alexandrovič Romanov
Velkokníže Sergej Alexandrovič Romanov (rusky Сергей Александрович Романов, 11. května 1857, Carské Selo, Ruské impérium – 17. února 1905, Moskva, Ruské impérium) byl syn cara Alexandra II. a mladší bratr Alexandra III. Mj. je známý vyhnáním židovského obyvatelstva z Moskvy. Často se stával terčem útoku revolucionářů, roku 1905 ho zabil revolucionář Ivan Kaljajev.

## Život

### Mládí a osobní život
Velkokníže Sergej Alexandrovič se narodil v Carském Selu, asi 25 km od Petrohradu. Byl pátým synem Alexandra II. a Marie Alexandrovny. Když se Sergej narodil, jeho matka již byla nemocná. Aby se matčina nemoc nezhoršovala, trávila carská rodina dlouhou dobu v cizině v matčině rodišti Darmstadtu a ve Francii. V roce 1865 přišla rodinná tragédie, když krátce před Sergejovými osmými narozeninami zemřel jeho nejstarší bratr, carevič Nikolaj Alexandrovič, následník trůnu. Jako dítě byl Sergej plachý, pilný a nebyl příliš společenský. Pod vlivem jeho matky se z něj stal nábožensky založený člověk.
Roku 1870 začal Sergej studovat. Byl předurčen pro armádní kariéru, ale jeho domácí učitel, admirál Arsenijev podporoval a rozvíjel Sergejovo lingvistické, umělecké a hudební nadání. Mladíka zajímaly italské umění a kultura, uměl dobře malovat a hrát na flétnu. Jeho idoly byli spisovatelé a filozofové Lev Nikolajevič Tolstoj a Fjodor Michajlovič Dostojevskij. Sergej dokonce osobně pozval Dostojevského na večeři v Zimním paláci.
Roku 1884 se Sergej oženil s princeznou Alžbětou Hesenskou, starší sestrou pozdější manželky Sergejova synovce Mikuláše, pozdější carevny Alexandry Fjodorovny a neteří manželky Alexandra III., stávající carevny Marie Alexandrovny; Alžběta, která roku 1891 konvertovala k pravoslaví, přijala jméno Jelizaveta Fjodorovna. Přes uzavření sňatku velkokníže Sergej Alexandrovič vedl homosexuální či bisexuální styl života.

### Armádní kariéra
Velkokníže Sergej se jako mladík spolu s otcem a bratry Alexandrem, Vladimirem a Alexejem účastnil rusko-turecké války v letech 1877 – 1878. Po ukončení války byl povýšen na plukovníka. Roku 1881 byl zavražděn Sergejův otec teroristy z organizace Narodnaja volja (Vůle lidu). Sergej byl v té době s bratrem Pavlem a učitelem Arsenijevem v Itálii. V roce 1882 ho bratr Alexandr III. jmenoval velitelem Preobraženského pluku. O sedm let později se stal Sergej generálmajorem. V roce 1884 dosadil Alexandr III. svého bratra Sergeje na křeslo guvernéra Moskvy.

### Guvernér Moskvy

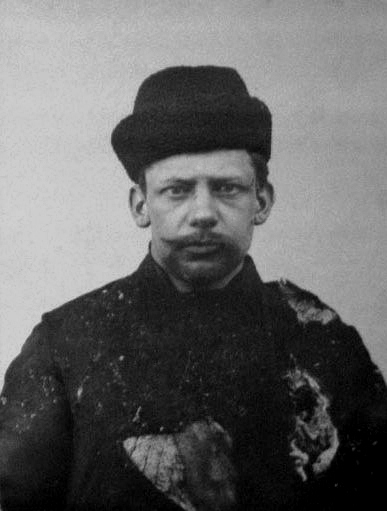
Atentátník Ivan Kaljajev

Sergej byl politický zastánce tvrdé linie a sdílel bratrovu víru v silnou nacionalistickou vládu.
Působení na postu guvernéra začal vyhnáním přes 20 000 židů z Moskvy. Nejprve měli podle výnosu odejít svobodní, bezdětní a ti, kteří žili v městě méně než tři roky. V další vlně měly odejít rodiny se čtyřmi dětmi. Jako poslední odešli ti, kteří v Moskvě žili přes čtyřicet let. Mladé židovské ženy, jestli chtěly zůstat v Moskvě, se staly prostitutkami. Po odchodu židů byly jejich domy vyrabovány. Odešlí židé byli převážně vzdělanci a zámožní obchodníci. Emigrace židovské elity znamenala pro Ruské impérium značnou hospodářskou ztrátu a naopak posílila okolní nepřátelské státy. Po třinácti letech odstoupil Sergej na nový rok 1905 z postu guvernéra Moskvy.

### Atentát
Ráno 17. února 1905 odjel velkokníže Sergej z guvernérského paláce. Kočí Andrej Rudinkin před odjezdem varoval Sergeje před teroristickým útokem, Sergej však na varování nedbal. Odpoledne toho dne projížděl Sergejův kočár Nikolskou bránou v Kremlu. Asi čtyři kroky od kočáru stál Ivan Kaljajev, člen strany socialistů-revolucionářů. Jakmile se kočár přiblížil, Kaljajev vykročil a hodil bombu s nitroglycerinem přímo do Sergejova klína, výbuch rozmetal Sergeje na kusy. Při atentátu zahynulo také několik místních svědků. Ze Sergeje zbyly úlomky lebky a několik prstů. Několik dalších částí těla bylo později objeveno na střeše blízkého stavení.

## Vyznamenání
| Stát                                | Stuha                  | Název                                                                         | Datum udělení      |
| ----------------------------------- | ---------------------- | ----------------------------------------------------------------------------- | ------------------ |
| Bavorské království                 |                        | rytíř Řádu svatého Huberta                                                    |                    |
| Belgie                              |                        | velkokříž Řádu Leopoldova                                                     |                    |
| Bulharsko                           |                        | velkokříž Řádu svatého Alexandra                                              |                    |
| Černohorské knížectví               |                        | velkokříž Řádu knížete Danila I.                                              |                    |
| Dánsko                              |                        | rytíř Řádu slona                                                              | 1876, 3. srpna     |
| Ernestinská vévodství               |                        | velkokříž Vévodského sasko-ernestinského domácího řádu                        |                    |
| Etiopské císařství                  |                        | velkokříž Řádu Šalomounovy pečeti                                             |                    |
| Francie                             |                        | velkokříž Řádu čestné legie                                                   | 1891, 20. června   |
| Hesenské velkovévodství             |                        | velkokříž s řetezem Řádu Ludvíkova                                            |                    |
| Italské království                  |                        | rytíř Řádu zvěstování                                                         |                    |
| Meklenbursko                        |                        | velkokříž Domácího řádu vendické koruny                                       |                    |
| Meklenbursko                        | Vojenský záslužný kříž |                                                                               |                    |
| Nizozemsko                          |                        | velkokříž Řádu nizozemského lva                                               |                    |
| Oldenburské velkovévodství          |                        | velkokříž s řetězem Domácího a záslužného řádu vévody Petra Fridricha Ludvíka |                    |
| Osmanská říše                       |                        | Řád Osmanie I. třídy s diamanty                                               |                    |
| Pruské království                   |                        | rytíř Řádu černé orlice                                                       |                    |
| Pruské království                   | Pour le Mérite         |                                                                               |                    |
| Rakousko-Uhersko                    |                        | velkokříž Královského uherského řádu svatého Štěpána                          | 1874               |
| Rumunsko                            |                        | velkokříž Řádu rumunské hvězdy                                                |                    |
| Ruské impérium                      |                        | rytíř Řádu svatého Ondřeje                                                    | 1857               |
| Ruské impérium                      |                        | rytíř Řádu svatého Alexandra Něvského                                         | 1857               |
| Ruské impérium                      |                        | rytíř Řádu bílého orla                                                        | 1857               |
| Ruské impérium                      |                        | Řád svatého Anny I. třídy                                                     | 1857               |
| Ruské impérium                      |                        | Řád svatého Stanislava I. třídy                                               | 1865, 11. června   |
| Ruské impérium                      |                        | Řád svatého Jiří, rytíř IV. třídy                                             | 1877, 20. října    |
| Řecko                               |                        | velkokříž Řádu Spasitele                                                      |                    |
| Sasko-výmarsko-eisenašské vévodství |                        | velkokříž Řádu bílého sokola                                                  |                    |
| Siam                                |                        | rytíř Řádu Mahá Čakrí                                                         | 1897, 4. července  |
| Spojené království                  |                        | čestný rytíř velkokříže Řádu lázně                                            | 1887, 21. června   |
| Srbské království                   |                        | velkokříž Řádu bílého orla                                                    |                    |
| Švédsko                             |                        | rytíř Řádu Serafínů                                                           | 1875, 19. července |
| Württemberské království            |                        | velkokříž Řádu württemberské koruny                                           |                    |

## Vývod z předků
|                     |                              |  |                                  |                                       |  |  |  |  |  |  |  | Petr III. Ruský |
|                     |                              |  |                                  |                                       |  |  |  |  |  |  |  |                 |
|                     | Pavel I. Ruský               |  |                                  |                                       |  |  |  |  |  |  |  |                 |
|                     |                              |  |                                  |                                       |  |  |  |  |  |  |  |                 |
|                     |                              |  |                                  | Kateřina II. Veliká                   |  |  |  |  |  |  |  |                 |
|                     |                              |  |                                  |                                       |  |  |  |  |  |  |  |                 |
|                     | Mikuláš I. Pavlovič          |  |                                  |                                       |  |  |  |  |  |  |  |                 |
|                     |                              |  |                                  |                                       |  |  |  |  |  |  |  |                 |
|                     |                              |  |                                  | Fridrich II. Evžen Württemberský      |  |  |  |  |  |  |  |                 |
|                     |                              |  |                                  |                                       |  |  |  |  |  |  |  |                 |
|                     | Žofie Dorota Württemberská   |  |                                  |                                       |  |  |  |  |  |  |  |                 |
|                     |                              |  |                                  |                                       |  |  |  |  |  |  |  |                 |
|                     |                              |  |                                  | Bedřiška Braniborsko-Schwedtská       |  |  |  |  |  |  |  |                 |
|                     |                              |  |                                  |                                       |  |  |  |  |  |  |  |                 |
|                     | Alexandr II. Nikolajevič     |  |                                  |                                       |  |  |  |  |  |  |  |                 |
|                     |                              |  |                                  |                                       |  |  |  |  |  |  |  |                 |
|                     |                              |  |                                  | Fridrich Vilém II.                    |  |  |  |  |  |  |  |                 |
|                     |                              |  |                                  |                                       |  |  |  |  |  |  |  |                 |
|                     | Fridrich Vilém III.          |  |                                  |                                       |  |  |  |  |  |  |  |                 |
|                     |                              |  |                                  |                                       |  |  |  |  |  |  |  |                 |
|                     |                              |  |                                  | Frederika Luisa Hesensko-Darmstadtská |  |  |  |  |  |  |  |                 |
|                     |                              |  |                                  |                                       |  |  |  |  |  |  |  |                 |
|                     | Šarlota Pruská               |  |                                  |                                       |  |  |  |  |  |  |  |                 |
|                     |                              |  |                                  |                                       |  |  |  |  |  |  |  |                 |
|                     |                              |  |                                  | Karel II. Meklenbursko-Střelický      |  |  |  |  |  |  |  |                 |
|                     |                              |  |                                  |                                       |  |  |  |  |  |  |  |                 |
|                     | Luisa Meklenbursko-Střelická |  |                                  |                                       |  |  |  |  |  |  |  |                 |
|                     |                              |  |                                  |                                       |  |  |  |  |  |  |  |                 |
|                     |                              |  |                                  | Frederika Hesensko-Darmstadtská       |  |  |  |  |  |  |  |                 |
|                     |                              |  |                                  |                                       |  |  |  |  |  |  |  |                 |
| Sergej Alexandrovič |                              |  |                                  |                                       |  |  |  |  |  |  |  |                 |
|                     |                              |  |                                  |                                       |  |  |  |  |  |  |  |                 |
|                     |                              |  | Ludvík IX. Hesensko-Darmstadtský |                                       |  |  |  |  |  |  |  |                 |
|                     |                              |  |                                  |                                       |  |  |  |  |  |  |  |                 |
|                     | Ludvík I. Hesenský           |  |                                  |                                       |  |  |  |  |  |  |  |                 |
|                     |                              |  |                                  |                                       |  |  |  |  |  |  |  |                 |
|                     |                              |  |                                  | Karolína Zweibrückenská               |  |  |  |  |  |  |  |                 |
|                     |                              |  |                                  |                                       |  |  |  |  |  |  |  |                 |
|                     | Ludvík II. Hesenský          |  |                                  |                                       |  |  |  |  |  |  |  |                 |
|                     |                              |  |                                  |                                       |  |  |  |  |  |  |  |                 |
|                     |                              |  |                                  | Jiří Vilém Hesensko-Darmstadtský      |  |  |  |  |  |  |  |                 |
|                     |                              |  |                                  |                                       |  |  |  |  |  |  |  |                 |
|                     | Luisa Hesensko-Darmstadtská  |  |                                  |                                       |  |  |  |  |  |  |  |                 |
|                     |                              |  |                                  |                                       |  |  |  |  |  |  |  |                 |
|                     |                              |  |                                  | Marie Luisa Leiningensko-Dagsburská   |  |  |  |  |  |  |  |                 |
|                     |                              |  |                                  |                                       |  |  |  |  |  |  |  |                 |
|                     | Marie Alexandrovna           |  |                                  |                                       |  |  |  |  |  |  |  |                 |
|                     |                              |  |                                  |                                       |  |  |  |  |  |  |  |                 |
|                     |                              |  |                                  | Karel Fridrich Bádenský               |  |  |  |  |  |  |  |                 |
|                     |                              |  |                                  |                                       |  |  |  |  |  |  |  |                 |
|                     | Karel Ludvík Bádenský        |  |                                  |                                       |  |  |  |  |  |  |  |                 |
|                     |                              |  |                                  |                                       |  |  |  |  |  |  |  |                 |
|                     |                              |  |                                  | Karolína Luisa Hesensko-Darmstadtská  |  |  |  |  |  |  |  |                 |
|                     |                              |  |                                  |                                       |  |  |  |  |  |  |  |                 |
|                     | Vilemína Luisa Bádenská      |  |                                  |                                       |  |  |  |  |  |  |  |                 |
|                     |                              |  |                                  |                                       |  |  |  |  |  |  |  |                 |
|                     |                              |  |                                  | Ludvík IX. Hesensko-Darmstadtský      |  |  |  |  |  |  |  |                 |
|                     |                              |  |                                  |                                       |  |  |  |  |  |  |  |                 |
|                     | Amálie Hesensko-Darmstadtská |  |                                  |                                       |  |  |  |  |  |  |  |                 |
|                     |                              |  |                                  |                                       |  |  |  |  |  |  |  |                 |
|                     |                              |  |                                  | Karolína Falcko-Zweibrückenská        |  |  |  |  |  |  |  |                 |
|                     |                              |  |                                  |                                       |  |  |  |  |  |  |  |                 |